# Osiris (krater)
För andra betydelser, se Osiris (olika betydelser).
Osiris är en nedslagskrater på Jupiters måne Ganymedes. Osiris har fått sitt namn efter guden Osiris.